# Arina Tsitsilina
Arina Aliaksandraŭna Tsitsilina (en biélorusse : Арына Аляксандраўна Цыцыліна, et en russe : Арина Александровна Цицилина) est une gymnaste rythmique biélorusse, née le 9 octobre 1998 à Barnaoul (Russie).

## Palmarès

### Championnats du monde
- Kitakyūshū 2021
  -  Médaille de bronze par équipe.
  -  Médaille de bronze du concours général en groupe.
- Izmir 2014
  -  Médaille de bronze du concours général en groupe.
  -  Médaille de bronze en groupe 10 massues.
  -  Médaille de bronze en groupe 3 ballons + 2 rubans.

### Championnats d'Europe
- Varna 2021
  -  Médaille d'argent par équipe.
- Holon 2021
  -  Médaille d'or en groupe 5 rubans.
  -  Médaille d'argent du concours général en groupe.

### Jeux européens
- Minsk 2019
  -  Médaille d'or du concours général en groupe.
  -  Médaille d'or en groupe 3 cerceaux + 4 massues.
  -  Médaille de bronze en groupe 5 ballons.
- Bakou 2015
  -  Médaille d'or en groupe 6 massues + 2 cerceaux.
  -  Médaille de bronze du concours général en groupe.